# Yangying (häradshuvudort i Kina, Shandong Sheng, lat 35,82, long 115,95)
Yangying (kinesiska: 杨营, 杨营镇) är en häradshuvudort i Kina. Den ligger i provinsen Shandong, i den östra delen av landet, omkring 130 kilometer sydväst om provinshuvudstaden Jinan. Antalet invånare är 53 626. Befolkningen består av 26 412 kvinnor och 27 214 män. Barn under 15 år utgör 19,0 %, vuxna 15-64 år 69 %, och äldre över 65 år 10,0 %.
Runt Yangying är det tätbefolkat, med 636 invånare per kvadratkilometer. Det finns inga andra samhällen i närheten. Trakten runt Yangying består till största delen av jordbruksmark.
Genomsnittlig årsnederbörd är 670 millimeter. Den regnigaste månaden är juli, med i genomsnitt 208 mm nederbörd, och den torraste är januari, med 4 mm nederbörd.